# Герб Миколаєва (Львівська область)
Герб Микола́єва — геральдичний символ міста Миколаїв Львівської області, затверджений 10 вересня 1999 року рішенням сесії Миколаївської міської ради.
Автори проєкту — А. Гречило та О. Гнатів.

## Опис

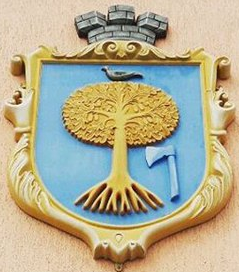
Герб міста на будівлі міської ради

У синьому полі золотий вирваний дуб, на кроні якого сидить срібний голуб; ліворуч від стовбура — срібна сокира.
Щит вписано в декоративний бароковий картуш і увінчано срібною міською короною.

## Зміст
В основу символів покладено давній герб Миколаєва. Дуб є символом сили і міцності, він уособлює собою місто, котре виникло серед лісів і мало сприяти оборонному та економічному розвитку регіону. Золото є символом щедрості й добробуту. Голуб втілює ідею чистоти і порядності. Срібна сокира (топір) є родовим гербом Миколи Тарла, від імені якого місто й отримало свою назву.

## Герб австрійського періоду
Герб зображує в синьому полі вирваний дуб і голуба, що сидить на дубі, а поруч з ним — сокиру.